# Appenzell (comuna)
Appenzello é uma comuna da Suíça, no Cantão Appenzell Interior. Em 2017 possuía 5.809 habitantes. Estende-se por uma área de 16,88 km², de densidade populacional de 344,1 hab/km². Confina com as seguintes comunas: Gais (AR), Gonten, Rüte, Schlatt-Haslen, Schwende.
A língua oficial nesta comuna é o Alemão.